# Nephrotoma clanceyi
Nephrotoma clanceyi is een tweevleugelige uit de familie langpootmuggen (Tipulidae). De soort komt voor in het Afrotropisch gebied.